# Porto Estrela
Porto Estrela este un oraș în Mato Grosso (MT), Brazilia.